# Édouard Blau
Édouard Blau (Blois, 30 de maig de 1836 – París, 7 de gener de 1906), fou un dramaturg i llibretista francès. Era cosí d'Alfred Blau, un altre llibretista del mateix període
Va mudar-se a París als 20 anys, i hi treballà a l'Assistance Publique, tot i que a partir de 1870 es concentrà en l'activitat d'escriptor teatral. Va col·laborar fent libretti amb Louis Gallet, Alfred Blau, Camille du Locle i Louis de Gramont.

## Òperes amb librettos d'Édouard Blau
- Georges Bizet

La coupe du roi de Thulé (1868-9), 
Don Rodrigue (1873)
- Jacques Offenbach

La Marocaine (1879), 
Belle Lurette (1880)
- Jules Massenet

Le Cid (1885),
Werther (1892)
- Édouard Lalo

Le Roi d'Ys (1888)